# German Bowl XXXIV
Der German Bowl XXXIV war die 34. Ausgabe des German-Bowl-Endspiels der höchsten deutschen Footballliga, der German Football League (GFL). Er fand am 13. Oktober 2012 im Berliner Friedrich-Ludwig-Jahn-Sportpark statt. Ursprünglich sollten sich die Finalisten wie bereits 2011 in der MDCC-Arena in Magdeburg gegenüberstehen.

## Der Weg zum German Bowl XXXIV
| Viertelfinale | Viertelfinale          | Viertelfinale            |    |                          | Halbfinale | Halbfinale | Halbfinale |  |  | German Bowl XXXIV | German Bowl XXXIV | German Bowl XXXIV |
|               |                        |                          |    |                          |            |            |            |  |  |                   |                   |                   |
| 1N            | Kiel Baltic Hurricanes | 70                       |    |                          |            |            |            |  |  |                   |                   |                   |
| 4S            | Stuttgart Scorpions    | 22                       |    |                          |            |            |            |  |  |                   |                   |                   |
| 4S            | Stuttgart Scorpions    | 22                       | 1N | Kiel Baltic Hurricanes   | 35         |            |            |  |  |                   |                   |                   |
|               |                        |                          | 1N | Kiel Baltic Hurricanes   | 35         |            |            |  |  |                   |                   |                   |
|               | 3N                     | Dresden Monarchs         | 14 |                          |            |            |            |  |  |                   |                   |                   |
| 2S            | 3N                     | Dresden Monarchs         | 14 | Rhein-Neckar Bandits     | 19         |            |            |  |  |                   |                   |                   |
| 2S            |                        |                          |    | Rhein-Neckar Bandits     | 19         |            |            |  |  |                   |                   |                   |
| 3N            | Dresden Monarchs       | 31                       |    |                          |            |            |            |  |  |                   |                   |                   |
| 3N            | Dresden Monarchs       | 31                       | 1N | Kiel Baltic Hurricanes   | 53         |            |            |  |  |                   |                   |                   |
|               |                        |                          |    | Kiel Baltic Hurricanes   | 53         |            |            |  |  |                   |                   |                   |
|               | 1S                     | Schwäbisch Hall Unicorns | 56 |                          |            |            |            |  |  |                   |                   |                   |
| 1S            | 1S                     | Schwäbisch Hall Unicorns | 56 | Schwäbisch Hall Unicorns | 41         |            |            |  |  |                   |                   |                   |
| 1S            |                        |                          |    | Schwäbisch Hall Unicorns | 41         |            |            |  |  |                   |                   |                   |
| 4N            | Düsseldorf Panther     | 25                       |    |                          |            |            |            |  |  |                   |                   |                   |
| 4N            | Düsseldorf Panther     | 25                       | 1S | Schwäbisch Hall Unicorns | 38         |            |            |  |  |                   |                   |                   |
|               |                        |                          | 1S | Schwäbisch Hall Unicorns | 38         |            |            |  |  |                   |                   |                   |
|               | 2N                     | Berlin Adler             | 21 |                          |            |            |            |  |  |                   |                   |                   |
| 2N            | 2N                     | Berlin Adler             | 21 | Berlin Adler             | 35         |            |            |  |  |                   |                   |                   |
| 2N            |                        |                          |    | Berlin Adler             | 35         |            |            |  |  |                   |                   |                   |
| 3S            | Marburg Mercenaries    | 21                       |    |                          |            |            |            |  |  |                   |                   |                   |

## Scoreboard
| Kiel Baltic Hurricanes | Schwäbisch Hall Unicorns | Team                     | Spielzug                                                           |
| ---------------------- | ------------------------ | ------------------------ | ------------------------------------------------------------------ |
| 1. Quarter             |                          |                          |                                                                    |
| 0                      | 7                        | Schwäb. Hall Unicorns    | 16 Yard TD-Lauf von J. Spitzlberger (PAT gut)                      |
| 0                      | 10                       | Schwäb. Hall Unicorns    | 47 Yard Field Goal durch T. Rauch                                  |
| 7                      | 10                       | Kiel Baltic Hurricanes   | 80 Yard TD-Lauf von T. Deed (PAT gut)                              |
| 2. Quarter             |                          |                          |                                                                    |
| 7                      | 17                       | Schwäb. Hall Unicorns    | 22 Yard TD-Pass von J. Spitzlberger auf A. Adegbesan (PAT gut)     |
| 14                     | 17                       | Kiel Baltic Hurricanes   | 63 Yard TD-Pass von J. Welsh auf J. Dohrendorf (PAT gut)           |
| 17                     | 17                       | Kiel Baltic Hurricanes   | 25 Yard Field Goal durch J. Dohrendorf                             |
| 17                     | 20                       | Schwäb. Hall Unicorns    | 23 Yard Field Goal durch T. Rauch                                  |
| 24                     | 20                       | Kiel Baltic Hurricanes   | 21 Yard TD-Lauf von T. Deed (PAT gut)                              |
| 24                     | 27                       | Schwäb. Hall Unicorns    | 3 Yard TD-Pass von J. Spitzlberger auf F. Waldvogel (PAT gut)      |
| 3. Quarter             |                          |                          |                                                                    |
| 31                     | 27                       | Kiel Baltic Hurricanes   | 68 Yard Interception Return von L. Teuber (PAT gut)                |
| 31                     | 30                       | Schwäb. Hall Unicorns    | 21 Yard Field Goal durch T. Rauch                                  |
| 38                     | 30                       | Kiel Baltic Hurricanes   | 1 Yard TD-Lauf von J. Ampaw (PAT gut)                              |
| 45                     | 30                       | Kiel Baltic Hurricanes   | 6 Yard TD-Pass von J. Welsh auf A. Love (PAT gut)                  |
| 45                     | 38                       | Schwäb. Hall Unicorns    | 46 Yard TD-Pass von J. Spitzlberger auf F. Brenner (T-P Conv. gut) |
| 4. Quarter             |                          |                          |                                                                    |
| 53                     | 38                       | Kiel Baltic Hurricanes   | 26 Yard TD-Pass von J. Welsh auf P. Dohrendorf (T-P Conv. gut)     |
| 53                     | 45                       | Schwäbisch Hall Unicorns | 56 Yard TD-Pass von J. Spitzlberger auf F. Waldvogel (PAT gut)     |
| 53                     | 53                       | Schwäbisch Hall Unicorns | 5 Yard TD-Lauf von J. Spitzlberger (T-P Conv. gut)                 |
| 53                     | 56                       | Schwäbisch Hall Unicorns | 47 Yard Field Goal durch T. Rauch                                  |